# جويس تشينغ
جويس تشينغ هي مغنية وعارضة وممثلة فلبينية، ولدت في 5 يناير 1995 في San Ildefonso, Bulacan ‏ في الفلبين.

## وصلات خارجية
- الموقع الرسمي
- جويس تشينغ على موقع IMDb (الإنجليزية)
- جويس تشينغ على موقع قاعدة بيانات الفيلم (الإنجليزية)